# Panysinus
Panysinus Simon, 1901 è un genere di ragni appartenente alla famiglia Salticidae.

## Distribuzione
Le cinque specie oggi note di questo genere sono state reperite in Asia meridionale (India e Sri Lanka), Filippine e Indonesia (Malaysia, Giava e Sumatra). Gli esemplari rinvenuti in Europa sono da considerarsi introdotti ad opera dell'uomo.

## Tassonomia
A dicembre 2010, si compone di cinque specie:
- Panysinus grammicus Simon, 1902 — India
- Panysinus nicholsoni (O. P.-Cambridge, 1899) — Giava; Europa (introdotto)
- Panysinus nitens Simon, 1901[2] — Malaysia, Sumatra
- Panysinus semiargenteus (Simon, 1877) — Filippine
- Panysinus semiermis Simon, 1902 — Sri Lanka